# Coquemar

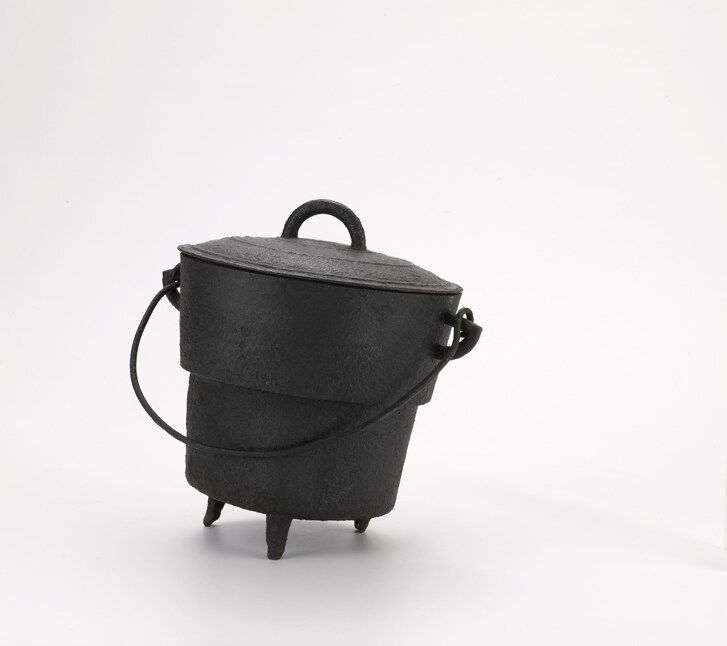
Un coquemar en métal.

Le coquemar est un pot en terre cuite ou en métal de forme fermée, à col court, avec une anse et sans bec verseur et servant à chauffer ou faire bouillir de l'eau. Ce type de pot caractéristique de la période médiévale est bien attesté à Saint-Denis.

## Utilisation
Les coquemars étaient utilisés lors de la question de l'eau ordinaire.

## Évolution des coquemars de Saint-Denis
Les premières attestations de coquemar à Saint-Denis datent de la fin du XIIe siècle. Il apparaît de plus en plus fréquemment dans les niveaux archéologiques du XIIIe siècle. Au XIVe siècle, c'est la forme la plus fréquente. L'oule, qui dominait au cours des périodes précédentes, est désormais minoritaire.
À la fin du XIVe siècle, plusieurs sous-types apparaissent : certains ont l'aspect de diabolos, d'autres ont des lèvres aplaties, triangulaires, des cols convexes…
Le coquemar porte généralement un décor peint en flammules ou en coulures (motif caractéristique des ateliers de Fosses, dans le Val-d'Oise). À partir du XVe siècle, la glaçure est de plus en plus fréquente, à l'intérieur comme à l'extérieur du récipient, sans doute pour améliorer son entretien.